# Echeandia coalcomanensis
Echeandia coalcomanensis är en sparrisväxtart som beskrevs av Robert William Cruden. Echeandia coalcomanensis ingår i släktet Echeandia och familjen sparrisväxter. Inga underarter finns listade i Catalogue of Life.